# Automobilbau Strohm

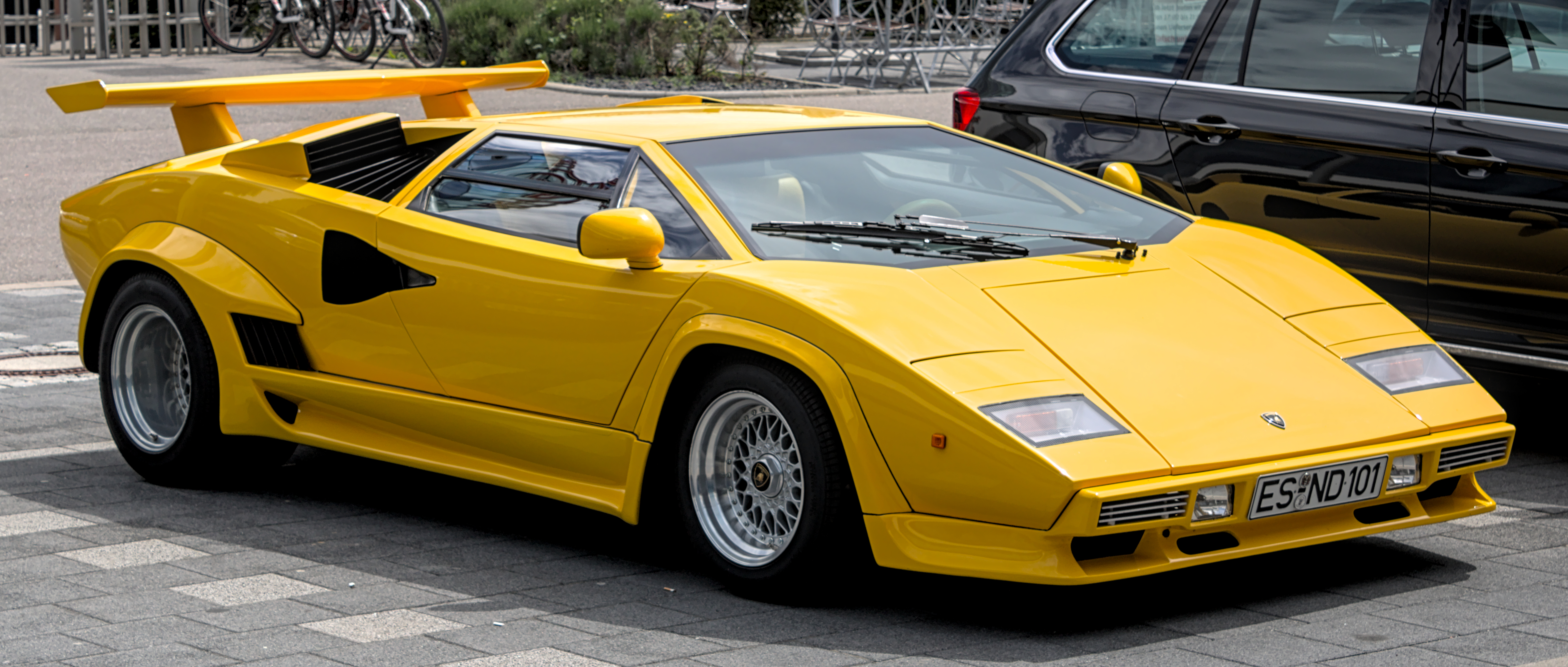
Strohm De Rella

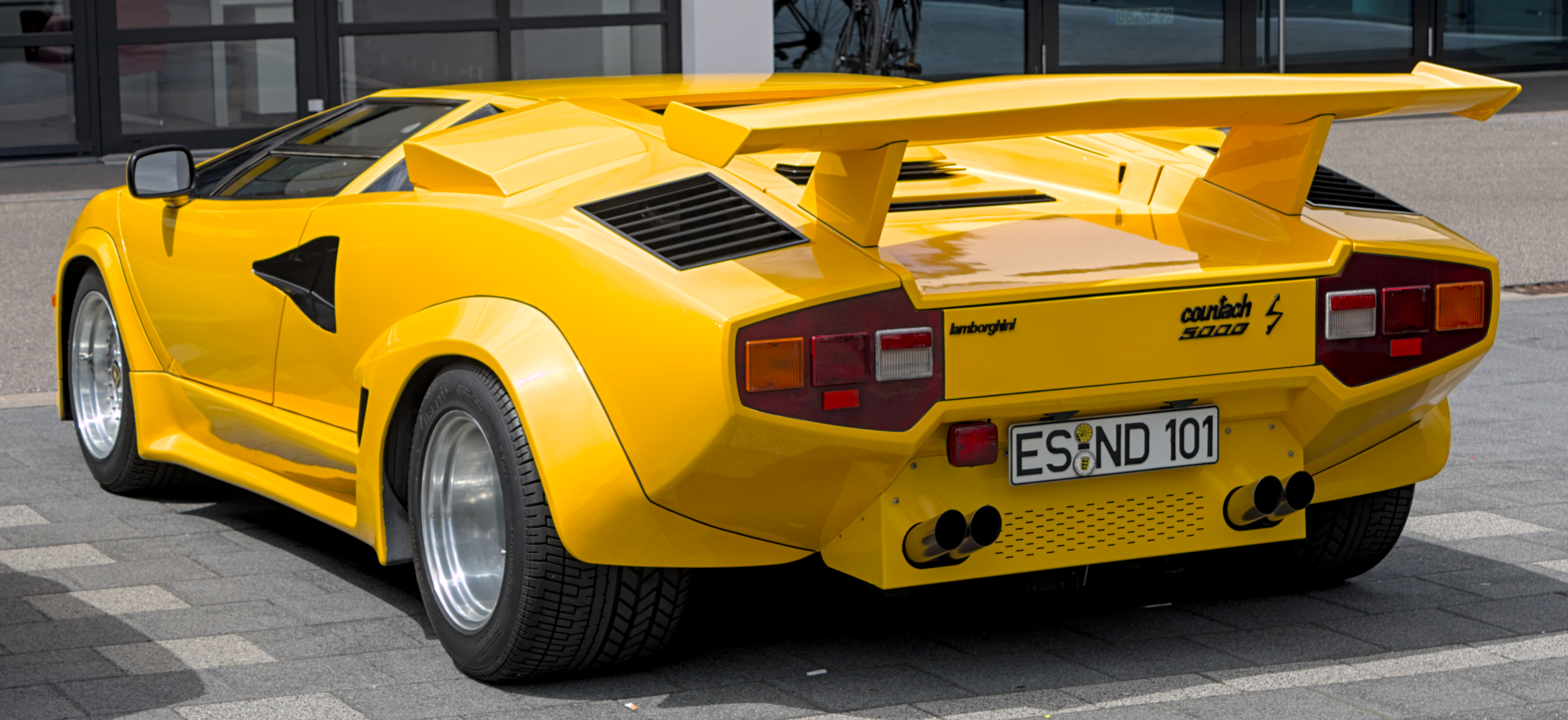
Heckansicht

Die Automobilbau Strohm KG war ein deutscher Hersteller von Automobilen.

## Unternehmensgeschichte
Werner Strohm gründete am 1. Oktober 1988 das Unternehmen in Laichingen. Ihm zur Seite standen seine Söhne Bernd und Reiner sowie der Kfz-Meister Erwin Veiel. Es war unter der Handelsregisternummer HRA 2469 beim Amtsgericht Ulm eingetragen. Die Entwicklung von Automobilen begann, die 1990 zur Produktionsaufnahme führte. Zeitweise beschäftigte das Unternehmen 12 Mitarbeiter. Der Markenname lautete Strohm. Vertretungen befanden sich in Maulbronn, Rehau, Waltershausen sowie in Kaiseraugst in der Schweiz. Im März 1994 stellte das Unternehmen auf dem Genfer Auto-Salon aus. Im Mai 1995 endete die Produktion, nachdem Werner Strohm erkrankte. Automobilenzyklopädien geben den Zeitraum der Produktion davon abweichend mit 1991 bis 1994 bzw. mit 1992 bis 1994 an. Eine Quelle gibt an, dass 29 Fahrzeuge entstanden. Eine andere Quelle schätzt etwa 50 bis 60 Exemplare.

## Fahrzeuge
Das Unternehmen stellte nur ein Modell her. Anfangs hieß es Tornado Turbo, nach einem Rechtsstreit im Jahre 1993 De Rella. Basis des Fahrzeugs war ein selbst entwickelter Stahlrohrrahmen. Die Karosserie ähnelte dem Lamborghini Countach. Für den Antrieb sorgte der V6-Motor der Renault Alpine mit Turbolader, der aus 3000 cm³ Hubraum 184 kW (250 PS) entwickelte. Die Höchstgeschwindigkeit war mit 240 km/h angegeben. Das Fahrzeug war 423 cm lang, 205 cm breit und 108 cm hoch. Das Leergewicht betrug 1430 kg.